# Nürnberger Rauschgoldengel

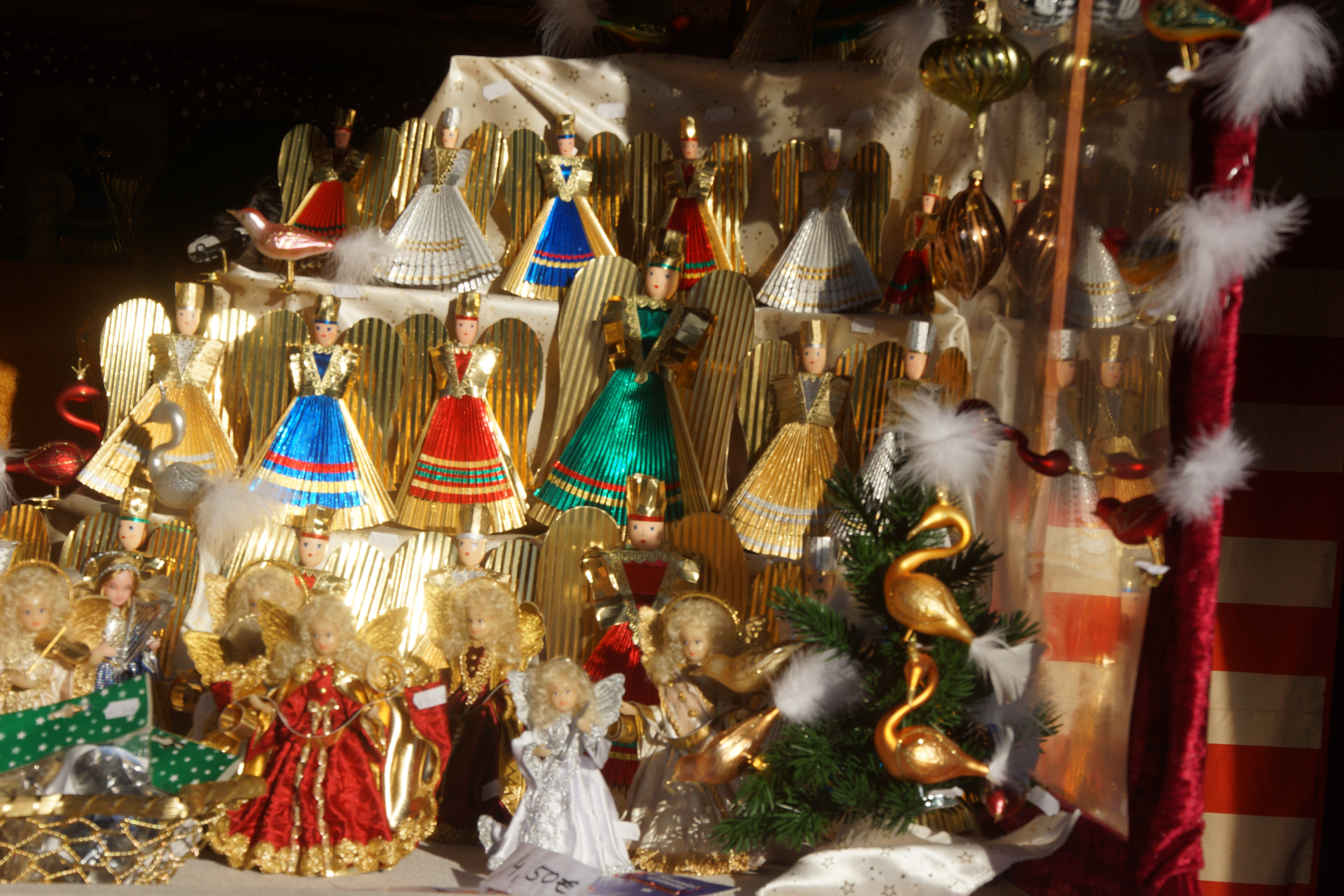
Rauschgoldengel auf dem Nürnberger Christkindlesmarkt (2019)

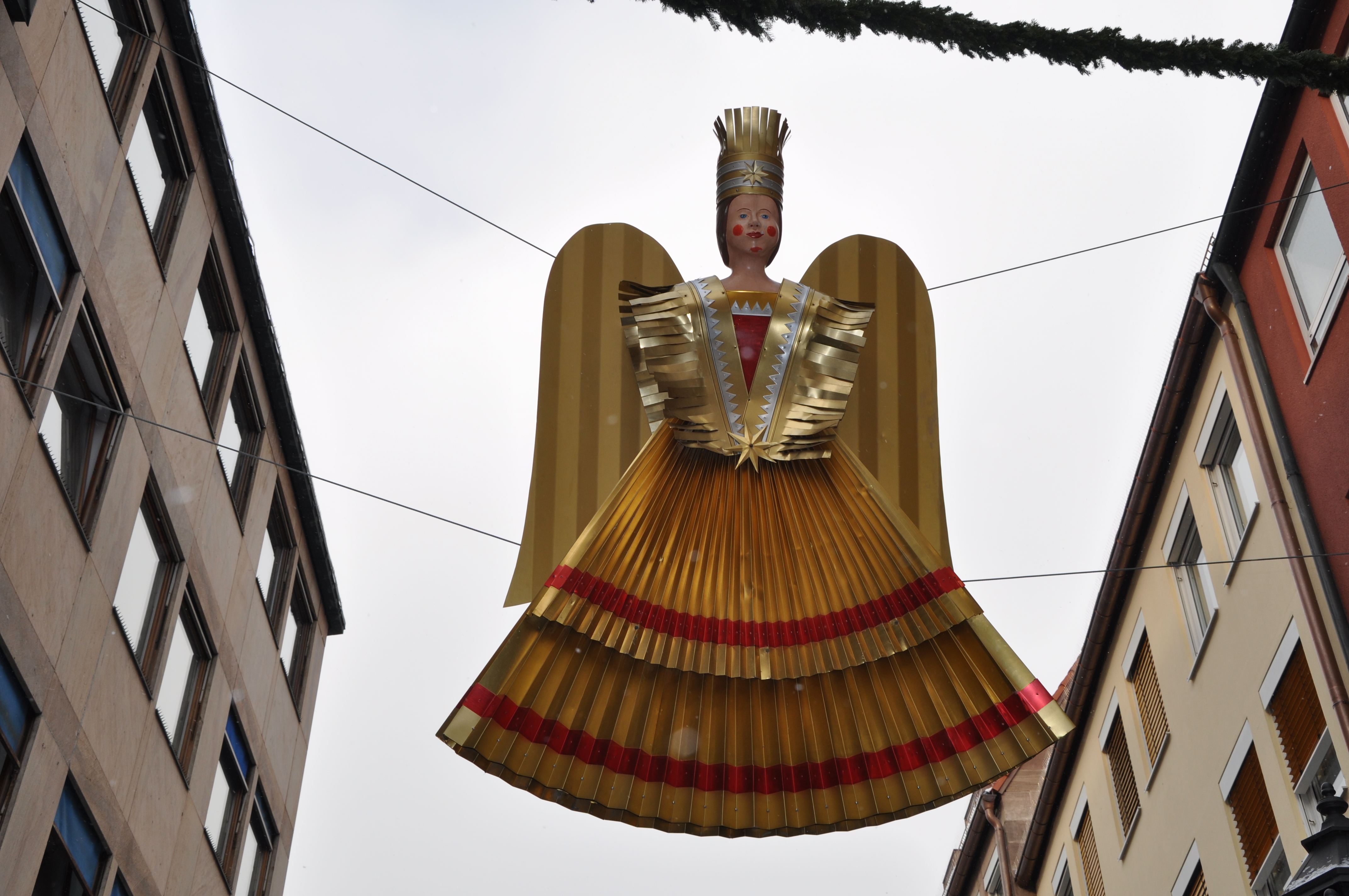
Engelfigur als Nürnberger Weihnachtsdekoration

Der Nürnberger Rauschgoldengel ist ein traditioneller Christbaumschmuck. Er ist Symbol des Nürnberger Christkindlesmarktes. 

## Beschreibung
Der Rauschgoldengel hat seinen Namen nach dem Rauschgold (Messingblech), das früher als Material für sein langes Kleid verwendet wurde. Über dem gefältelten, goldenen Gewand trägt er eine Schürze mit bunten Bordüren, die mit ihrer spitz zulaufenden Schneppe an die fränkische Tracht erinnert. Auf dem Puppenkopf (Holz, später Wachs, Porzellan, Plastik) trägt er eine goldene Krone.

## Geschichte
Eng verbunden mit dem Puppenmacherhandwerk der Stadt Nürnberg sind Rauschgoldengel seit dem späten 18. Jahrhundert bekannt. Die älteste Darstellung einer dem Rauschgoldengel ähnlichen Figur ist ein Familienporträt von Karl Johann Georg Reuß von 1767: Ein Sohn der Kaufmanns- und Bankiersfamilie von Scheidlin hält auf diesem Gemälde eine Figur, halb Puppe, halb Engel, in der Hand. Johann Dietrich Karl Kreul, ein Nürnberger Genremaler, stellt auf seinem Ölgemälde Christabend (1846) einen modisch gekleideten Rauschgoldengel als Dekoration in einem Busch von Tannenzweigen dar, zu dem ein Mädchen bewundernd aufblickt.
Anfang des 20. Jahrhunderts schien die Zukunft der traditionellen Engelfigur gefährdet. Johannes Seiler und Heinrich Freiherr von Pechmann suchten nach Möglichkeiten der Vermarktung. Gemeinsam mit Agnes Gerlach entwickelten sie das Konzept des „Alt-Nürnberger Rauschgoldengels“ mit seinen streng geometrischen Formen. Gerlach gründete 1916 die Ortsgruppe des Vereins für deutsche Frauenkleidung und Frauenkultur (heute Frau und Kultur e. V.). Der Verein schuf mit der Fertigung dieses Weihnachtsschmucks Arbeitsmöglichkeiten für Kriegerwitwen und Kriegsinvaliden und verkaufte sie für wohltätige Zwecke. Nachdem die geometrisch-stilisierte Engelfigur zunächst von der Deutschen Wertarbeit hergestellt wurde, geschah dies ab 1924 in den Nürnberger Wohlfahrtsstätten. Dem Verkauf dienten spezielle Buden auf dem traditionellen Christkindlesmarkt. Dieses Projekt wurde 1933 vom Roten Kreuz weitergeführt, von 1939 bis zur Bombardierung Nürnbergs von der Stadtmission. Daneben stellten Nürnberger Familienbetriebe weiter Rauschgoldengel mit Puppenköpfen und aufwändiger Kleidung her.
Die Schriftstellerin Annie M. Rossbacher begründete in den 1930er Jahren die frei erfundene Tradition, wonach der Puppenmacher Melchior Hauser den ersten Rauschgoldengel im Dreißigjährigen Krieg für seine todkranke, fiebernde Tochter angefertigt habe.